# Good Bye, Lenin!
Good Bye, Lenin! är en tysk långfilm från 2003 i regi av Wolfgang Becker, med Daniel Brühl, Katrin Saß, Chulpan Khamatova och Maria Simon i rollerna.

## Handling
Filmens huvudperson är Alexander Kerner som växer upp i DDR. Han lever tillsammans med sin mamma och storasyster. Året är 1978 och pappan har flytt till väst. År 1989 börjar DDR falla sönder och Alexander går i en protestdemonstration. Mamman är partitrogen och starkt engagerad i DDR-samhället. Hon hamnar plötsligt i koma och missar die Wende – den tyska återföreningen. När hela DDR försvinner in i det nya Tyskland med alla de omvälvningar de för med sig märker hon inget av detta från sin sjukhusbädd. Hon vaknar upp ur sin koma, men av rädsla för att chocka henne, bestämmer sig Alexander tillsammans med sin syster för att ge sken av att DDR lever vidare. Mamman får lämna sjukhuset men förblir sängliggande i hemmet. En rad förvecklingar sker när Alexander gör allt för att upprätthålla DDR i en 79 kvadratmeter stor lägenhet. Filmen tar upp murens fall och den nya situation som skapades ur en humoristisk, ironisk och varm synvinkel med familjen Kerner i centrum.

## Om filmen
Good bye Lenin! blev en internationellt kritikerhyllad succéfilm. Filmen kom i en våg av ostalgi som kommit in över Tyskland de senaste åren.
I Tyskland blev filmen en oväntad framgång och den blev 2003 års mest framgångsrika tyska film där den sågs av sex miljoner människor på biograferna. Filmen belönades med nio stycken Tyska filmpriset-utmärkelser, däribland bästa film. Filmen vann en hel rad europeiska filmpriser och den var Tysklands förslag till Bästa utländska film på Oscarsgalan, där den dock inte nominerades.
De gamla videoinspelade nyhetssändningarna som dyker upp kommer från Aktuelle Kamera som var DDR:s största nyhetsprogram. Den nyhetsuppläsare som syns är Angelika Unterlauf.
Good Bye, Lenin! har visats i SVT, bland annat 2009 och i november 2024.

## Rollista
| Daniel Brühl      | – Alexander "Alex" Kerner |
| Katrin Saß        | – Christiane Kerner       |
| Chulpan Khamatova | – Lara                    |
| Maria Simon       | – Ariane Kerner           |
| Florian Lukas     | – Denis Domaschke         |
| Alexander Beyer   | – Rainer                  |
| Burghart Klaußner | – Robert Kerner           |
| Michael Gwisdek   | – Klapprath               |
| Christine Schorn  | – Frau Schäfer            |
| Jürgen Holtz      | – Herr Ganske             |
| Jochen Stern      | – Herr Mehlert            |

## Tagline
- Die DDR lebt weiter - auf 79 qm! (DDR lever vidare – på 79 kvadratmeter!)